# 亀嵩算盤
亀嵩算盤合名会社（かめだけそろばん）は、1922年(大正11年)創業の算盤メーカー。社是は「使う人の気持ちで作れ」。

## 沿革
- 1922年12月 亀嵩算盤合名会社として創立
- 1926年10月 珠の材料（樺）を朝鮮（現北朝鮮）にて発見
- 1941年10月 亀嵩算盤商会併設、八雲堂算盤店開店（東京神田にて）
- 1970年 8月 新工場落成
- 1971年 8月 通産省技術改善補助事業認可
- 1973年 3月 工場増設落成

## 主な商品
- そろばん
  - 理想型そろばん
- ワンタッチ式そろばん
  - マグネットそろばん
  - ソロトップそろばん
- 携帯用そろばん
- 問屋そろばん
- そろばんケース
  - そろばんケース
  - ワンタッチ用ケース